# 里士满宫

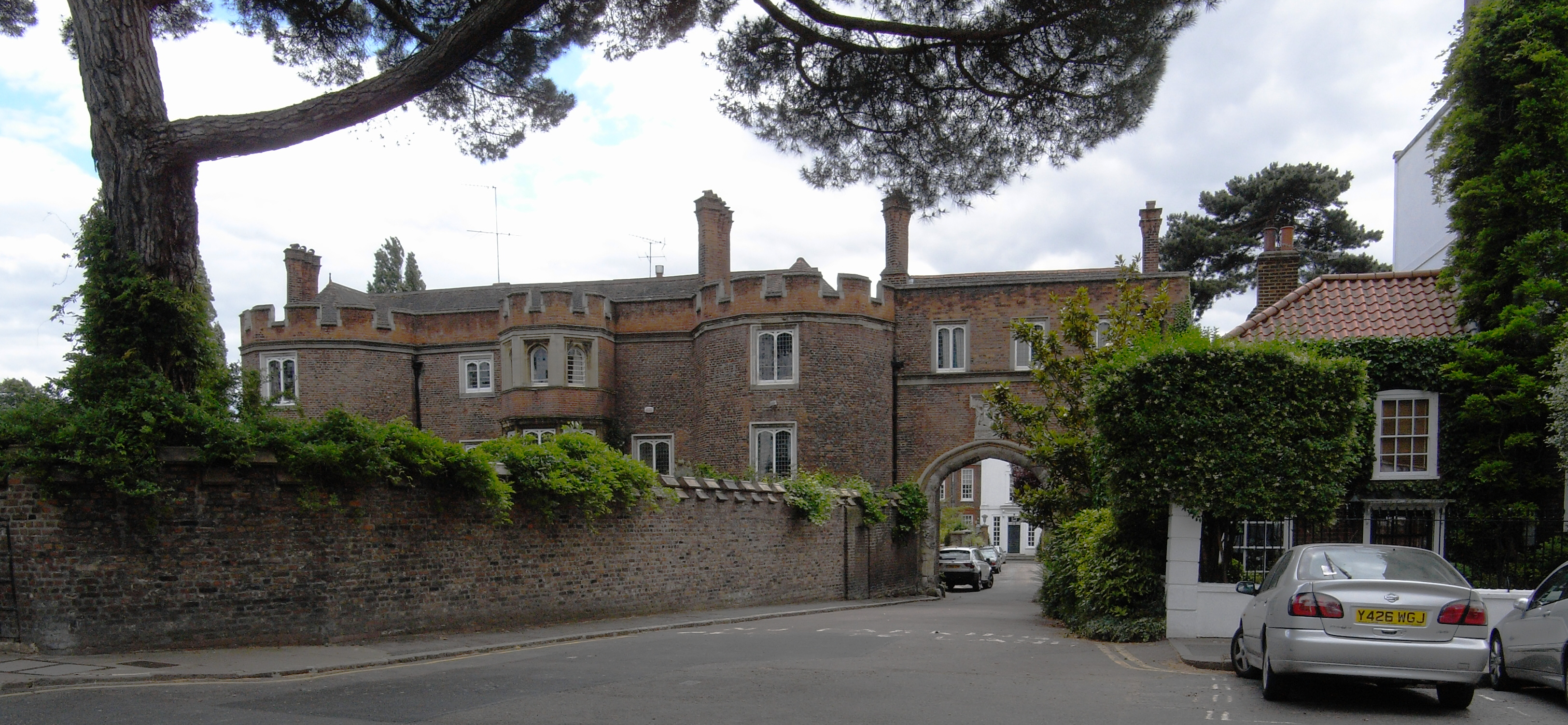
Richmond Palace Gate House是少数保留下来的建筑之一，另外两座是Wardrobe和Trumpeters' House

里士满宫（英語：Richmond Palace）是曾经位于英国倫敦泰晤士河畔的一座宫殿。它位于当时的薩里郡乡村地区、威斯敏斯特宫的对岸上游，由英格兰的亨利七世（原里士满伯爵）于1501年左右建造，原址为希恩宫（Sheen Palace），后者本身又是建在一座更古老的庄园遗址上。
1500年，也就是新里士满宫开始建造的前一年，在皇家庄园周围发展起来的希恩镇在亨利七世的命令下改名里士满。里士满一直是萨里郡的一部分，直到20世纪60年代中期被大伦敦扩张吞并。
伊丽莎白一世很喜欢里士满宫，1603年她在这里去世。直到1649年查理一世去世，它一直是英格兰君主的皇宫。但查理一世被处决后，议会将皇宫以13,000英镑的价格卖掉，随后的十年间宫殿日渐坍圮，墙砖多被拆除挪作他用。现在，只有一小部分宫殿建筑还保存完好，为一级登录建筑。